# Eberhard Pältz
Eberhard Hermann Pältz (* 26. Juli 1929 in Elsterberg, Vogtland; † 15. August 2007 in Jena) war ein deutscher Kirchenhistoriker und Hochschullehrer. 

## Leben und Wirken
Nach dem Schulbesuch studierte er Mathematik und Physik und promovierte 1954 zum Dr. theol. 1959 wurde er mit der Wahrnehmung einer Dozentur an der Universität Rostock beauftragt. 1961 habilitierte er sich an der Theologischen Fakultät der Friedrich-Schiller-Universität Jena und wurde dort Dozent für Kirchen- und Theologiegeschichte.

## Schriften (Auswahl)
- F. C. Baurs Verhältnis zu Schleiermacher . Jena 1954.
- John Bunyan. Ein Pilgrim Gottes. Gießen, Basel 1956.
- Jacob Boehmes Hermeneutik, Geschichtsverständnis und Sozialethik. Jena 1962.
- (Hrsg.): Jakob Böhme. Glaube und Tat. Marburg an d. Lahn 1976.